# Red Hot + Riot
Red Hot + Riot (zwany też Red Hot + Riot: The Music and Spirit of Fela Kuti) to czternasty album charytatywny z serii Red Hot nagrany na rzecz edukacji na temat AIDS. Jest to projekt Red Hot Organization.

## Lista utworów
1. "Fela Mentality" (Intro) – Fela Kuti
2. "Kalakuta Show" – Gift of Gab, Lateef
3. "Interlude: Live At Kalakuta" – Fela Kuti
4. "Shuffering & Shmiling" – Dead Prez, Talib Kweli, Jorge Ben, Bilal
5. "Interlude: Gimme Sh"*t – Mixmaster Mike
6. "Water No Get Enemy" – Mixmaster Mike
7. "Water No Get Enemy" – D’Angelo, Femi Kuti, Macy Gray, The Soultronics (gościnnie Nile Rodgers, Roy Hargrove)
8. "Gentleman" – Me'Shell NdegéOcello & Yerba Buena (gościnnie Ron Blake)
9. "Years Of Tears and Sorrow" – Common, Djelimady Tounkara
10. "Shakara"/ Lady (Part One) – Cheikh Lo
11. "Shakara"/Lady (Part Two) – Cheikh Lo, Les Nubians, Manu Dibango
12. "Don't Worry About My Mouth O" (African Message) – Fela Kuti
13. "Zombie (Part One)" – Bugz In The Attic (gościnnie Wunmi)
14. "Zombie (Part Two)" – Nile Rodgers, Roy Hargrove
15. "No Agreement" – Res, Tony Allen, Ray Lema, Baaba Maal, Positive Black Soul, Archie Shepp
16. "So Be It" – Kelis
17. "Interlude"/"This Is An Ashanti Proverb" – Fela Kuti
18. "By Your Side" – Sade (Cottonbelly Remix)
19. "Colonial Mentality" – Yerba Buena
20. "Trouble Sleep; Yanga Wake Am" – Baaba Maal and Taj Mahal (gościnnie Kaouding Cissoko)